# Výhledy (Jizerské hory)
Výhledy (569,1 m n. m.), německy Gichelsberg, je vrchol v Jizerských horách na severu České republiky. Nachází se v okrsku Albrechtická vrchovina, ve vzdálenosti půl kilometru severozápadním směrem od Horního Vítkova, jenž je částí Chrastavy. Výrazný kopec při česko-polské státní hranici je tvořen granitem. Kopec je částečně zalesněn zbytky bukových porostů, ve kterých se objevují příměsi smrku a modřínu. U východních svahů naopak převažují travnaté louky.